# 松木友里恵
松木 友里恵（まつき ゆりえ、1993年2月6日 - ）は、日本の気象予報士、防災士、世界遺産講師。ウェザーマップ所属。

## 来歴
愛知県豊田市出身。名古屋大学情報文化学部卒業。大学時代はアカペラサークルに所属。名古屋のIT企業でおよそ7年間営業職に従事していたが、天気に関するクイズ番組をテレビで観たことをきっかけに一念発起し、働きながら気象予報士試験を受験する。
2021年10月に気象予報士、2022年に防災士試験に合格した。世界遺産検定3級を持つ。
2022年よりウェザーマップにて活動。
2023年10月2日より太田絢子の後任としてCBCテレビ『チャント!』の16時台気象コーナーを担当している。

## 人物・エピソード
- 趣味：世界遺産を眺める、昭和歌謡を歌う、YouTubeを見る[6]
- 特技：内股[6]
- 家族：父、母[2]
- 好きな食べ物：五平餅。地元・豊田市にある「五平餅屋 あさぎり」という行きつけの店に月1回通っている

### エピソード
- 大学のアカペラサークルが屋外練習だったことに驚いたという。松木は、「文化系のサークルに思われる方も多いと思うんですけど。私がいたサークル、人数が多かったので練習場所がなくて、ほとんどの時間を外で練習しておりました。雨が降っても外。風が吹いても外。日差しが強くても外なんです」と語っている。
- 2023年11月の絶景お天気カレンダー企画は、松木と桜沢がそれぞれ写真を撮影し、どちらか一方を採用するかたちとなった。CBCテレビのLINE公式アカウントによる視聴者投票の結果[7]、松木が勝利する[8][9]。同年12月、松木と桜沢が撮影した同企画の卓上カレンダーが製作され、視聴者に抽選でプレゼントされた[10]。

## 現在の出演番組

### テレビ
- チャント!（CBCテレビ・16時台）（2023年10月2日 ‐ ）

## 過去の出演番組

### テレビ
- なるほどプレゼンター!花咲かタイムズ （CBCテレビ）（2024年10月5日 ‐2025年3月29日 ）
  - （2023年11月18日[11]・2024年8月17日[12]・2025年2月8日[13]）気象予報士推しのスポットのコーナー

### 動画配信
- ドライビングウェザー（NEXCO東日本）（2021年4月 ‐ 2023年9月）[14]